# Von Benzo
Von Benzo är en svensk rockgrupp, bildad 2005 i Helsingborg. Bandet gav ut sitt självbetitlade debutalbum på egna skivbolaget Orange Haze år 2009. Sångaren Jay Smith gick därefter och vann Idol 2010 och släppte soloalbumet Jay Smith innehållande vinnarlåten Dreaming People. Jay Smith återvände sedan till Von Benzo, som åkte på en omfattande Sverige-turné under 2011. Bandet skrev på för skivbolaget Sony Music och spelade under sommaren in sitt andra album tillsammans med producenten Tobias Lindell. 
Första singeln Radio släpptes den 7 oktober och fullängdsalbumet Yes Kids It’s True kom den 25 november 2011.

## Medlemmar
- Jay Smith – sång, gitarr
- Niklas Svärd – gitarr
- Attila Terek – basgitarr
- Magnus Hoff – trummor
- Richard Larsson – keyboard

## Diskografi
Studioalbum
- 2009 – Von Benzo
- 2011 – Yes Kids It's True

Singlar
- 2009 – "Die Beautiful"
- 2009 – "Bad Father, Bad Son"
- 2011 – "Radio"
- 2013 – "Addicted"